# (115) Thyra
(115) Thyra – planetoida z pasa głównego asteroid okrążająca Słońce w ciągu 3 lat i 245 dni w średniej odległości 2,38 j.a. Została odkryta 6 sierpnia 1871 roku w Detroit Observatory w mieście Ann Arbor przez Jamesa Watsona. Nazwa planetoidy pochodzi od Tyry, żony pierwszego króla Danii, Gorma Starego.